# 보은 회인 사직단
보은 회인 사직단(報恩 懷仁 社稷壇)은 충청북도 보은군 회인면에 있는 조선시대의 사직단이다. 2013년 9월 13일 충청북도의 기념물 제157호로 지정되었다.

## 개요
지방마다 설치하여 토지의 신과 곡식의 신에게 제사하던 보은 회인 사직단은 《신증동국여지승람》, 《여지승람》, 《호서승람》 등 다수의 지리지 단모 조에 "사직단은 고을 서쪽에 있다"고 기록되어 있으며, 충청도 읍지, 광여 지도 등 고지도에 위치가 표시되어 있다.
사직단의 형태는 세종실록(世宗實錄)의 ‘오례조(五禮條)’ 등에 구체적인 규격과 위치가 정해져 있는데, 현재 회인 사직단은 한 개의 단에 제단 없이 흙으로만 조성된 형태로 동서방향 8.2m, 남북방향 7.7m, 높이 0.8m이다.
매년 음력 정월에 회인면 청년회와 회인향교가 주관해 사직단제를 봉행하고 있다.
이웃한 회인향교, 회인 인산객사 등과 함께 지역 문화와 역사의 자료로 문화재로 지정 보호할 가치가 있다.

## 같이 보기
- 사직단

## 참고 자료
- 보은 회인 사직단 - 국가유산청 국가유산포털